# Thomas Steensen
Thomas Steensen (født 27. september 1951 i Bredsted) er en nordfrisisk historiker og direktør for Nordfriisk Instituut. 
Steensen er uddannet på Kiel Universitet, hvor han læste historie, frisisk og politik. Han promoverede i 1985 med en afhandling om den nordfrisiske bevægelse i 1800- og 1900-tallet. Siden har han skrevet en række skrifter om Nordfrislands historie og kulturhistorie. Siden 1992 har han været direktør for Nordfrisisk Institut i sin hjemby Bredsted. Han er redaktionsmedlem af tidsskriftet Nordfriesland og Nordfriesisches Jahrbuch. Som leder af nordfrisisk institut initierede han blandt andet et internationalt historikermøde og stod bag aktionen Sprachenland Nordfriesland (Sprogenes land Nordfrisland).